# Bryum joannis-meyeri
Bryum joannis-meyeri là một loài rêu trong họ Bryaceae. Loài này được Müll. Hal. mô tả khoa học đầu tiên năm 1900.